# 塔爾帕鄉 (特列奧爾曼縣)
44°17′N 25°18′E / 44.283°N 25.300°E
塔爾帕鄉（羅馬尼亞語：Comuna Talpa, Teleorman），是羅馬尼亞的鄉份，位於該國南部，由特列奧爾曼縣負責管轄，面積42平方公里，海拔高度116米，2007年人口2,124，人口密度每平方公里50人。